# Furacão Maria
O Furacão Maria foi um ciclone tropical que em 2017 atingiu o solo duas vezes na região do Caribe, primeiro na ilha de Dominica, localizada nas Ilhas de Barlavento, e depois na ilha de Porto Rico, afetando outras regiões do Caribe, como a República Dominicana e as Ilhas Turcas e Caicos. É a décima terceira tempestade nomeada, sétimo furacão, o quarto grande furacão e o segundo furacão de Categoria 5 da temporada de furacões no Atlântico em 2017.
O Furacão Maria formou-se em 16 de setembro em uma onda tropical que foi monitorada pelo Centro Nacional de Furacões a partir de 14 de setembro. É o terceiro grande furacão seguido a ameaçar as Ilhas de Barlavento com um impacto direto ou grandes impactos dentro de duas semanas, após o Furacão Irma causar um dano catastrófico e o Furacão Jose, então um furacão de Categoria 4, que passou próximo do local. Às 23h30 UTC do dia 18 de setembro, Maria fortaleceu-se para um furacão de Categoria 5, fazendo com que a Temporada de furacões no Atlântico de 2017 seja a primeira desde 2007 a caracterizar dois furacões de Categoria 5 e uma das seis temporadas de furacões no Atlântico com dois ou mais furacões de Categoria 5, bem como apenas a segunda temporada (após 2007) a apresentar dois furacões que atingiram o solo na intensidade de Categoria 5. Além disso, é o décimo furacão no Atlântico mais intenso já registrado e também é o furacão com a menor pressão atmosférica em todo o mundo em 2017.
Em 20 de setembro, o furacão Maria atingiu Porto Rico na condição de pior tempestade a se abater sobre o território em quase 90 anos, transformando ruas em rios repletos de destroços, danificando edifícios e cortando a energia depois de matar ao menos 33 pessoas no Caribe. Nesse mesmo período de tempo sua intensidade foi rebaixada a categoria 2, após deixar Porto Rico em 21 de setembro, se intensificou novamente atingindo a categoria 3 e logo em seguida a categoria 4, seguindo em direção as Bahamas.
Em 22 de setembro, foi rebaixado a categoria 3 e houve uma mudança de curso o afastando das Bahamas e de ilhas povoadas. Em 24 de setembro se enfraqueceu novamente a categoria 2 e segue em direção ao norte sem oferecer riscos.
Em agosto de 2018, um relatório oficial da Universidade George Washington revelou que o furacão matou 3 057 pessoas: 2 975 em Porto Rico, 65 em Dominica, 5 na República Dominicana, 4 nos Estados Unidos contíguos, 3 no Haiti, 2 em Guadalupe e 3 nas Ilhas Virgens Americanas. Houve um aumento de 60% na taxa de mortalidade em Porto Rico nos três meses que se seguiram à acção devastadora do furacão. Um terço das mortes foram causadas por interrupções nos cuidados de saúde provocadas por cortes de energia, estradas bloqueadas ou inundadas.